# Ishania centrocavata
Ishania centrocavata là một loài nhện trong họ Zodariidae.
Loài này thuộc chi Ishania. Ishania centrocavata được Rudy Jocqué & Léon Baert miêu tả năm 2002.